# Olimpíada de xadrez de 1936

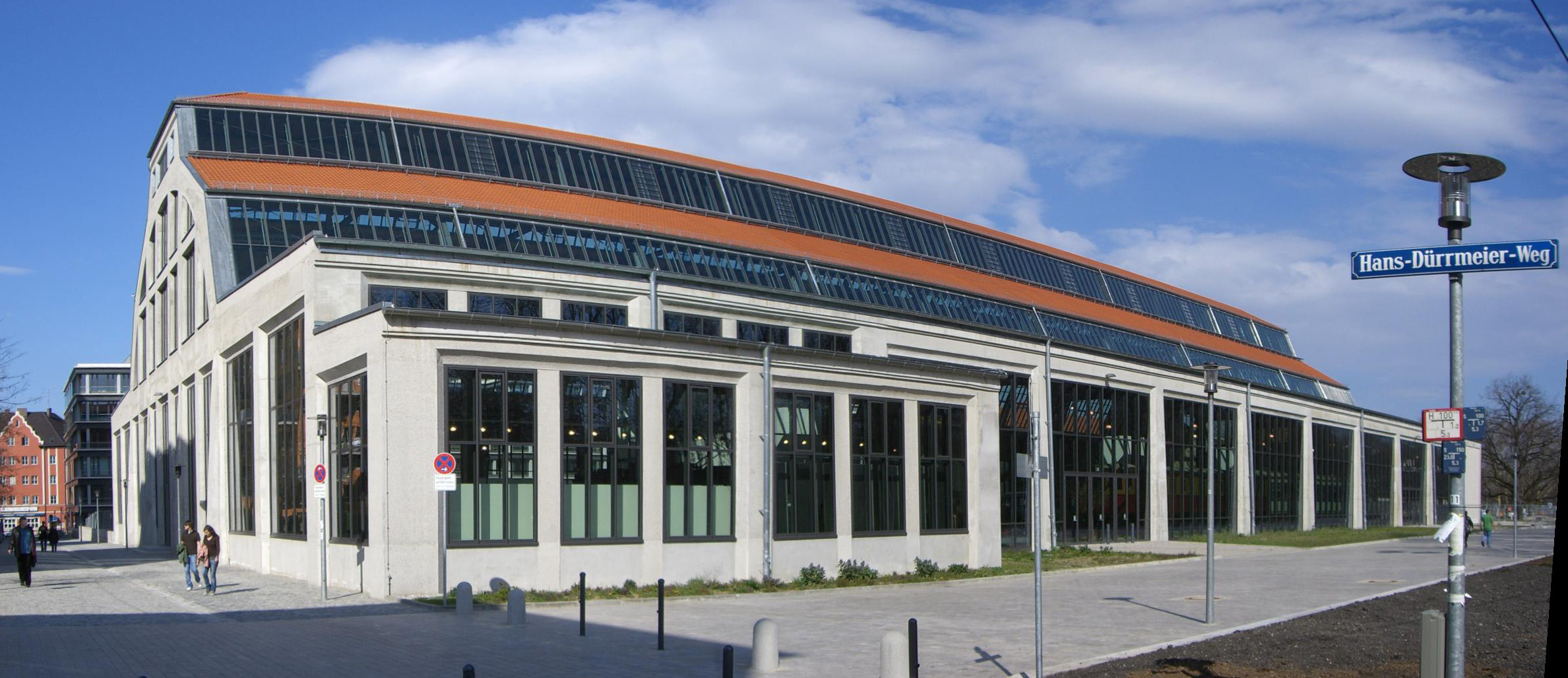
O Museu dos Transportes (uma filial do Deutsches Museum) está instalado num salão do antigo Centro de Feiras de Munique, no Theresienhöhe

A Olimpíada de xadrez de 1936 foi uma Olimpíada de Xadrez não-oficial organizada pela Federação Alemã de Xadrez e realizada em Munique entre os dias 17 de agosto e 1 de setembro. A FIDE não organizou o evento devido à posição antissemita da Federação Alemã que pretendia banir a participação de judeus. No congresso FIDE realizado na Polônia em 1935, foi decidido deixar a cargo das federações a participação no evento pois a federação alemã havia aberto mão do banimento dos jogadores judeus. A equipe da Hungria (Geza Maroczy, Lajos Steiner, Endre Steiner, Kornél Havasi, László Szabó, Gedeon Barcza, Árpad Vajda, Ernő Gereben, János Balogh e Imre Kóródy Keresztély)

## Quadro de medalhas[4]
| Tabuleiro | Ouro               | Prata                                  | Bronze               |
| 1.º       | EST Paul Keres     | YUG Vasja Pirc                         | SWE Gideon Ståhlberg |
| 2.º       | POL Miguel Najdorf | HUN Lajos Steiner                      | AUT Albert Becker    |
| 3.º       | DEN Bjørn Nielsen  | LAT Movsas Feigins                     | TCH Emil Zinner      |
| 4.º       | TCH Karel Hromádka | SWE Gösta Danielsson LTU Markas Luckis |                      |